# ATP Bologna Outdoor 1991
L'ATP Bologna Outdoor 1991 è stato un torneo di tennis giocato sulla terra rossa. È stata la 7ª edizione dell'ATP Bologna Outdoor, che fa parte della categoria World Series nell'ambito dell'ATP Tour 1991. Si è giocato a Bologna in Italia, dal 20 al 26 maggio 1991.

## Campioni

### Singolare
Paolo Canè ha battuto in finale  Jan Gunnarsson con il punteggio di 5–7, 6–3, 7–5

### Doppio
Luke Jensen /  Laurie Warder hanno battuto in finale  Luiz Mattar /  Jaime Oncins con il punteggio di 6–4, 7–6